# Keith Gledhill
Keith Gledhill (né le 16 février 1911 à Santa Barbara, Californie – décédé le 2 juin 1999 à Santa Barbara) était un joueur de tennis américain des années 1930.

## Carrière
C'est en 1932 qu'il se fait connaître en remportant les Internationaux des États-Unis en double messieurs en compagnie de son compatriote Ellsworth Vines. L'année suivante, il remporte le double messieurs des Internationaux d'Australie et atteint la finale de ce même tournoi en simple, battu par Jack Crawford.

## Palmarès (partiel)

### Titres en simple messieurs
Aucun

### Finales en simple messieurs
|   | Date       | Nom et lieu du tournoi                     | Catégorie    | Surface | Vainqueur      | Score                   | Tableau |
| - | ---------- | ------------------------------------------ | ------------ | ------- | -------------- | ----------------------- | ------- |
| 1 | 1930       | Pacific Coast Championships, Berkeley      |              | Gazon   | George Lott    | 6–3, 6–2, 6–1           | Tableau |
| 2 | 21/01/1933 | Australian Championships, Melbourne        | Grand Chelem | Gazon   | Jack Crawford  | 2-6, 7-5, 6-3, 6-2      | Tableau |
| 3 | 1933       | Pacific Coast Championships, San Francisco |              | Gazon   | Lester Stoefen | 3–6, 4–6, 6–4, 9–7, 6–3 | Tableau |

### Titres en double messieurs
|   | Date       | Nom et lieu du tournoi             | Catégorie    | Surface | Partenaire      | Finalistes                  | Score          | Tableau |
| - | ---------- | ---------------------------------- | ------------ | ------- | --------------- | --------------------------- | -------------- | ------- |
| 1 | 03/09/1932 | US National Champ’s Forest Hills   | Grand Chelem | Gazon   | Ellsworth Vines | Wilmer Allison John Van Ryn | 6-4, 6-3, 6-2  | Tableau |
| 2 | 21/01/1933 | Australian Championships Melbourne | Grand Chelem | Gazon   | Ellsworth Vines | Jack Crawford Edgar Moon    | 6-4, 10-8, 6-2 | Tableau |

### Finales en double messieurs
Aucune

### Titres en double mixte
Aucun

### Finales en double mixte
Aucune